# Lochearn
Lochearn és una concentració de població designada pel cens dels Estats Units a l'estat de Maryland. Segons el cens del 2000 tenia 25.269 habitants.

## Demografia
Segons el cens del 2000, Lochearn tenia 25.269 habitants, 9.771 habitatges, i 6.732 famílies. La densitat de població era de 1.751,6 habitants per km².
Dels 9.771 habitatges en un 29,6% hi vivien nens de menys de 18 anys, en un 42,9% hi vivien parelles casades, en un 21,1% dones solteres, i en un 31,1% no eren unitats familiars. En el 26,4% dels habitatges hi vivien persones soles el 8,1% de les quals corresponia a persones de 65 anys o més que vivien soles. El nombre mitjà de persones vivint en cada habitatge era de 2,55 i el nombre mitjà de persones que vivien en cada família era de 3,06.
Per edats la població es repartia de la següent manera: un 25,1% tenia menys de 18 anys, un 7,8% entre 18 i 24, un 27,2% entre 25 i 44, un 26,1% de 45 a 60 i un 13,7% 65 anys o més.
L'edat mediana era de 38 anys. Per cada 100 dones de 18 o més anys hi havia 78,9 homes.
La renda mediana per habitatge era de 49.517 $ i la renda mediana per família de 54.994 $. Els homes tenien una renda mediana de 35.459 $ mentre que les dones 30.339 $. La renda per capita de la població era de 21.652 $. Entorn del 4,7% de les famílies i el 7% de la població estaven per davall del llindar de pobresa.

## Poblacions més properes
El següent diagrama mostra les poblacions més properes.